# Celia (cantante)
Celia, pseudonimo di Cristina Ioana Socolan (Deva, 14 ottobre 1984), è una cantautrice rumena.
Ha iniziato la sua carriera artistica nel 2005, quando si unì al gruppo musicale Elegance. Il suo primo album, Cine te iubește, è stato pubblicato in collaborazione con "Issa" Casian Dion ed è caratterizzato per la presenza di tracce di musica dance. Lo stesso anno ha abbandonato il gruppo Elegance e ha intrapreso la carriera di solista.

## Vita personale
Celia ha iniziato una relazione con il businessman di origine turca Askim Kemal. Nel 2008 i due avevano deciso di sposarsi nell'ottobre 2010, ma poco dopo si sono separati. Dopo un breve ritorno insieme si sono definitivamente lasciati nel 2010, perché, stando alle dichiarazioni della stessa cantante, il fidanzato Askim le aveva chiesto di terminare la propria carriera musicale con il matrimonio.

## Discografia

### Album
- Cine te iubește (2005) — con Elegance
- Celia (2007)
- Secondo album in studio (2011)

### Singoli
- Râd cu tine (2005) — con Elegance
- Pot zbura (2007)
- Trag aer în piept (2007)
- Șoapte (2008)
- O mie de cuvinte (2008)
- Silence (2008)
- Povestea mea/My Story (2009)
- Is it love ft. Kaye Styles

## Candidature e premi
| Anno | Evento                                | Motivo:                   | Risultato | Note |
| ---- | ------------------------------------- | ------------------------- | --------- | --- |
| 2006 | Festival di Mamaia 2006               | „Clipe cu tine”           | —         | |
| 2007 | Selezione nazionale 2007 — Semifinale | „Șoapte”                  | —         | |
| 2008 | Romanian Music Awards 2008            | „Cea mai bună interpretă” | Nomina    | (RO) Front News.ro. „Premiile Romanian Music Awards vor fi decernate la Iasi” (archiviato dall'url originale il 5 ottobre 2008).. Accesat la data de 25 ianuarie 2010. |
| 2010 | Selezione nazionale — Preselezione    | „Reason to love”          | 30º posto | |